# Török labdarúgó-szuperkupa
A Török labdarúgó-szuperkupa (hivatalos nevén: Türkiye Süper Kupası) egy 1966-ban alapított, a Török labdarúgó-szövetség által kiírt kupa. Tradicionálisan az új idény első meccsét jelenti, s az előző év bajnoka játszik az előző év kupagyőztesével. 
A legsikeresebb csapat a Galatasaray gárdája, tizenhét győzelemmel.

## Kupadöntők
| Év                 | Győztes                                         | Eredmény                                        | Döntős                                          |
| ------------------ | ----------------------------------------------- | ----------------------------------------------- | ----------------------------------------------- |
| Elnöki kupa        |                                                 |                                                 |                                                 |
| 1966               | Galatasaray                                     | 2–0                                             | Beşiktaş                                        |
| 1967               | Beşiktaş                                        | 1–0                                             | Altay                                           |
| 1968               | A Fenerbahçe nyerte a bajnokságot és a kupát is | A Fenerbahçe nyerte a bajnokságot és a kupát is | A Fenerbahçe nyerte a bajnokságot és a kupát is |
| 1969               | Galatasaray                                     | 2–0                                             | Göztepe                                         |
| 1970               | Göztepe                                         | 3–1                                             | Fenerbahçe                                      |
| 1971               | Eskişehirspor                                   | 3–2                                             | Galatasaray                                     |
| 1972               | Galatasaray                                     | 3–0                                             | Ankaragücü                                      |
| 1973               | Fenerbahçe                                      | 2–1                                             | Galatasaray                                     |
| 1974               | Beşiktaş                                        | 3–0                                             | Fenerbahçe                                      |
| 1975               | Fenerbahçe                                      | 2–0                                             | Beşiktaş                                        |
| 1976               | Trabzonspor                                     | 2–1                                             | Galatasaray                                     |
| 1977               | Trabzonspor                                     | 1–1 (3–1 b.u.)                                  | Beşiktaş                                        |
| 1978               | Trabzonspor                                     | 1–0                                             | Fenerbahçe                                      |
| 1979               | Trabzonspor                                     | 2–1                                             | Fenerbahçe                                      |
| 1980               | Trabzonspor                                     | 3–0                                             | Altay                                           |
| Establishment kupa |                                                 |                                                 |                                                 |
| 1981               | Ankaragücü                                      | 1–0                                             | Trabzonspor                                     |
| 1982               | Galatasaray                                     | 2–0                                             | Beşiktaş                                        |
| Elnöki kupa        |                                                 |                                                 |                                                 |
| 1983               | Trabzonspor                                     | 2–0                                             | Fenerbahçe                                      |
| 1984               | Fenerbahçe                                      | 1–0                                             | Trabzonspor                                     |
| 1985               | Fenerbahçe                                      | 1–1 (4–2 b.u.)                                  | Galatasaray                                     |
| 1986               | Beşiktaş                                        | 2–1                                             | Bursaspor                                       |
| 1987               | Galatasaray                                     | 3–2                                             | Gençlerbirliği                                  |
| 1988               | Galatasaray                                     | 2–0                                             | Sakaryaspor                                     |
| 1989               | Beşiktaş                                        | 1–0                                             | Fenerbahçe                                      |
| 1990               | Fenerbahçe                                      | 3–2                                             | Beşiktaş                                        |
| 1991               | Galatasaray                                     | 1–0                                             | Beşiktaş                                        |
| 1992               | Beşiktaş                                        | 2–1                                             | Trabzonspor                                     |
| 1993               | Galatasaray                                     | 2–0                                             | Beşiktaş                                        |
| 1994               | Beşiktaş                                        | 3–1                                             | Galatasaray                                     |
| 1995               | Trabzonspor                                     | 2–0                                             | Beşiktaş                                        |
| 1996               | Galatasaray                                     | 3–0                                             | Fenerbahçe                                      |
| 1997               | Galatasaray                                     | 2–1                                             | Kocaelispor                                     |
| 1998               | Beşiktaş                                        | 2–1                                             | Galatasaray                                     |
| 1999-2005          | Nem rendezték meg                               | Nem rendezték meg                               | Nem rendezték meg                               |
| TFF Szuperkupa     |                                                 |                                                 |                                                 |
| 2006               | Beşiktaş                                        | 1–0                                             | Galatasaray                                     |
| 2007               | Fenerbahçe                                      | 2–1                                             | Beşiktaş                                        |
| 2008               | Galatasaray                                     | 2–1                                             | Kayserispor                                     |
| 2009               | Fenerbahçe                                      | 2–0                                             | Beşiktaş                                        |
| 2010               | Trabzonspor                                     | 3–0                                             | Bursaspor                                       |
| 2011               | Nem rendezték meg                               | Nem rendezték meg                               | Nem rendezték meg                               |
| 2012               | Galatasaray                                     | 3–2                                             | Fenerbahçe                                      |
| 2013               | Galatasaray                                     | 1–0                                             | Fenerbahçe                                      |
| 2014               | Fenerbahçe                                      | 0–0 (3–2 b.u.)                                  | Galatasaray                                     |
| 2015               | Galatasaray                                     | 1–0                                             | Bursaspor                                       |
| 2016               | Galatasaray                                     | 1–1 (3–0 b.u.)                                  | Beşiktaş                                        |
| 2017               | Konyaspor                                       | 2–1                                             | Beşiktaş                                        |
| 2018               | Akhisarspor                                     | 1–1 (5–4 b.u.)                                  | Galatasaray                                     |
| 2019               | Galatasaray                                     | 1–0                                             | Akhisarspor                                     |
| 2020               | Trabzonspor                                     | 2–1                                             | İstanbul Başakşehir                             |
| 2021               | Beşiktaş                                        | 1–1 (4-2 b. u.)                                 | Antalyaspor                                     |
| 2022               | Trabzonspor                                     | 4–0                                             | Sivasspor                                       |
| 2023               | Galatasaray                                     | 1–0                                             | Fenerbahçe                                      |

- h.u. – hosszabbítás után
- b.u. – büntetők után

## Statisztika

### Győzelmek száma klubonként
| Klub                | Győztes | Döntős | Győztes évek                                                                                         | Döntős évek                                                            |
| ------------------- | ------- | ------ | --- | ---------------------------------------------------------------------- |
| Galatasaray         | 17      | 9      | 1966, 1969, 1972, 1982, 1987, 1988, 1991, 1993, 1996, 1997, 2008, 2012, 2013, 2015, 2016, 2019, 2023 | 1971, 1973, 1976, 1985, 1994, 1998, 2006, 2014, 2018                   |
| Trabzonspor         | 10      | 3      | 1976, 1977, 1978, 1979, 1980, 1983, 1995, 2010, 2020, 2022                                           | 1981, 1984, 1992                                                       |
| Beşiktaş            | 9       | 12     | 1967, 1974, 1986, 1989, 1992, 1994, 1998, 2006, 2021                                                 | 1966, 1975, 1977, 1982, 1990, 1991, 1993, 1995, 2007, 2009, 2016, 2017 |
| Fenerbahçe          | 9       | 10     | 1968, 1973, 1975, 1984, 1985, 1990, 2007, 2009, 2014                                                 | 1970, 1974, 1978, 1979, 1983, 1989, 1996, 2012, 2013, 2023             |
| Göztepe             | 1       | 1      | 1970                                                                                                 | 1969                                                                   |
| Ankaragücü          | 1       | 1      | 1981                                                                                                 | 1972                                                                   |
| Akhisarspor         | 1       | 1      | 2018                                                                                                 | 2019                                                                   |
| Eskişehirspor       | 1       | -      | 1971                                                                                                 |                                                                        |
| Konyaspor           | 1       | -      | 2017                                                                                                 |                                                                        |
| Bursaspor           | -       | 3      | | 1986, 2010, 2015                                                       |
| Altay               | -       | 2      | | 1967, 1980                                                             |
| Gençlerbirliği      | -       | 1      | | 1987                                                                   |
| Kocaelispor         | -       | 1      | | 1997                                                                   |
| Sakaryaspor         | -       | 1      | | 1988                                                                   |
| Kayserispor         | -       | 1      | | 2008                                                                   |
| İstanbul Başakşehir | -       | 1      | | 2020                                                                   |
| Antalyaspor         | -       | 1      | | 2021                                                                   |
| Sivasspor           | -       | 1      | | 2022                                                                   |